# Hugo Settis
Hugo Roque Settis (fl. XX secolo) è stato un calciatore argentino, di ruolo centrocampista o difensore.

## Caratteristiche tecniche
Settis giocò inizialmente come centravanti o interno destro. Quando passò all'Huracán mantenne inizialmente tale posizione, fino a quando Juan Esposto non gli sottrasse lo spazio, facendolo arretrare a centrocampista (mediano sinistro) o, in talune occasioni, difensore.

## Carriera

### Club

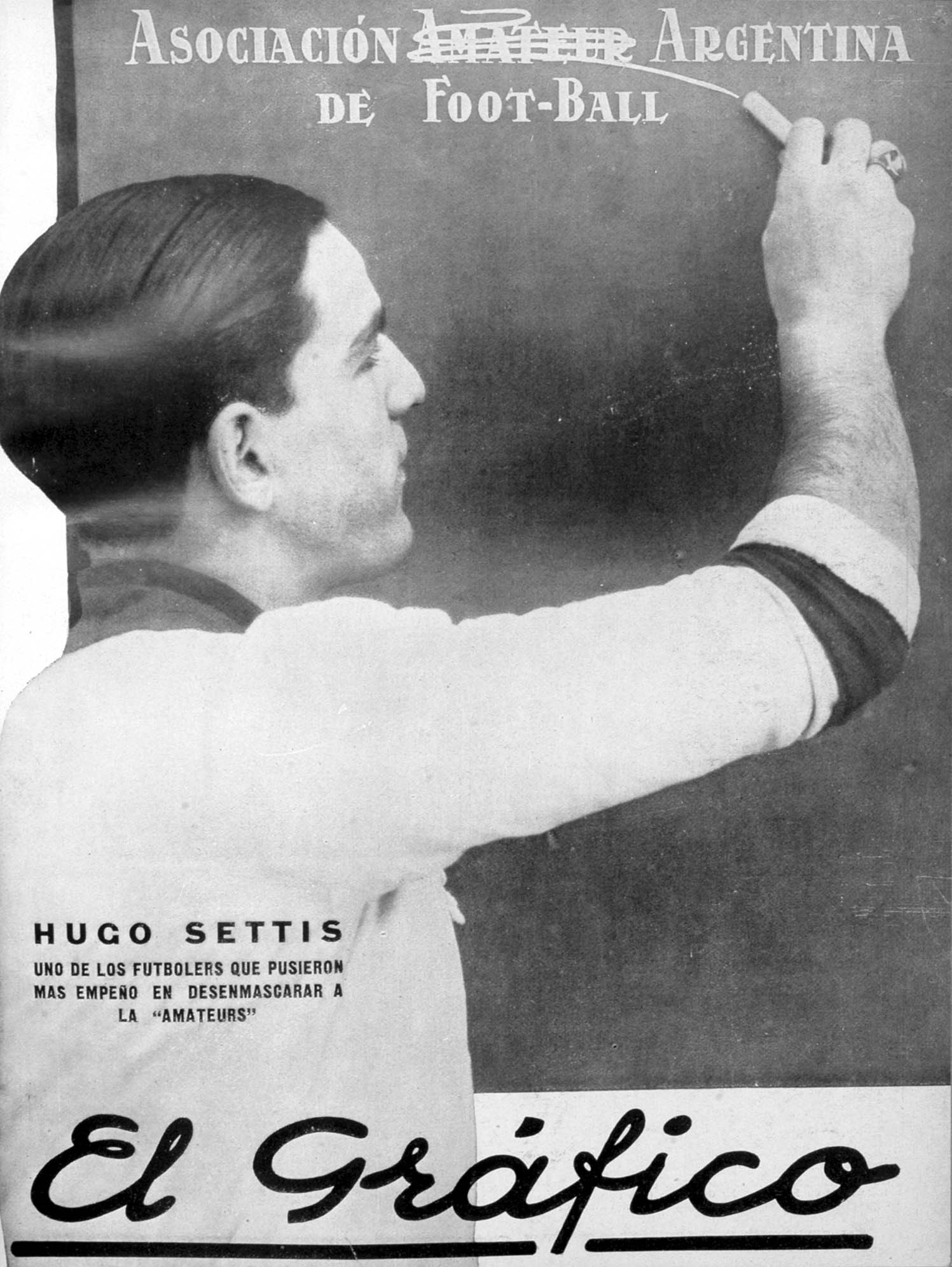
Hugo Settis - El Gráfico.

Debuttò in massima serie nel Racing di Avellaneda il 21 novembre 1926: realizzò una doppietta (segnando al 1º e al 66º minuto) contro lo Sportivo Palermo. Nell'ultimo torneo della Asociación Amateurs de Football chiuse con 5 reti in 4 incontri. Passò poi all'Huracán, in cui esordì il 20 marzo 1927 contro l'Estudiantil Porteño, giocando da interno destro. Fu proprio nella stagione 1927 che cambiò ruolo, spostandosi da attaccante a centrocampista. Nel 1928 operò stabilmente da mediano sinistro, assommando 27 presenze e una rete. Durante il Concurso Estímulo 1929 scese in campo in 8 occasioni. Nel 1930, dopo aver raccolto  30 presenze da difensore destro, subì una sospensione da parte della AAAF, che punì lui e altri sei giocatori per via delle loro proteste riguardo alla situazione dei calciatori argentini, cui era impedito il libero passaggio da una società all'altra; fu in seguito uno dei capi del movimento, insieme al compagno di squadra Pablo Bartolucci, che caldeggiò e infine ottenne l'introduzione del professionismo nel calcio argentino. Nella prima stagione da professionista, Settis giocò 30 gare su 34. Si ritirò poi nel 1933.

## Palmarès

### Club

#### Competizioni nazionali
- Primera División (AAAF): 1

Huracán: 1928